# بوشيدو (موسيقى الراب)
أنيس محمد يوسف الفرشيشي  (بالألمانية: Bushido)‏ يعرف فنيا باسم بوشيدو، مغني راب ألماني من برلين، ولد في 28 سبتمبر 1978 ببون عاصمة ألمانيا الغربية سابقا، وأيضا يعرف بالاسم المستعار سوني بلاك. 
هو تونسي ألماني ولد من أب تونسي مهاجر في ألمانيا وأم ألمانية وترعرع ببرلين حيث تاثر بموسيقى العصابات (جانجستر راب) الأمريكية
و التي تتبني السلوك العدائي، غير أن بوشيدو يعتبر مستقيما في سلوكه المدني. 
الجدير بالذكر هو أن بوشيدو على علاقة بعائلة أبو شاكر اللبنانية ذات الأصول الفلسطينية، والتي تتواجد أيضا برلين. و هي عائلة معروفة بنشاطاتها المشبوهة. 

## حياته ومسيرته
اسم بوشيدو يعني اسم طريق المحارب باللغة اليابانية،و هو لقب دلع أعطته له والدته بعد طلاقها من زوجها. غادر مقاعد الدراسة في برلين بسبب رغبته في العمل (شائع في ألمانيا).
بسبب تورطه في مشكلة مخدرات، اقترح عليه أن يختار طريق التكوين المهني ليصبح دهانا فيما بعد أو أن يدخل السجن. فاختار طريق التكوين ليتعرف على رفيق دربه«فلير» في نهاية تكونه. وابتدأ مسيرته الفنية سنة 2000.
أصدر عدة ألبومات مع شركائه، ثم في 1 سبتمبر 2006 أصدر ألبومه الشخصي الكامل بنفسه واسم ألبومه عودة من طيف الضاحية إلى حجر الزاوية، تحصل ألبومه على الرتبة الأولى في ألمانيا بعد أسبوعين من إصداره ولقب ألبوم ذهبي.
اختارته م ت ف للموسيقى كأحسن فنان ألماني سنة 2007.

## روابط خارجية
- بوشيدو على موقع IMDb (الإنجليزية)
- بوشيدو على موقع مونزينجر (الألمانية)
- بوشيدو على موقع ألو سيني (الفرنسية)
- بوشيدو على موقع ميوزك برينز (الإنجليزية)
- بوشيدو على موقع ميوزك برينز (الإنجليزية)
- بوشيدو على موقع ميوزك برينز (الإنجليزية)
- بوشيدو على موقع أول ميوزيك (الإنجليزية)
- بوشيدو على موقع ديسكوغز (الإنجليزية)
- بوشيدو على موقع ديسكوغز (الإنجليزية)
- بوشيدو على موقع ديسكوغز (الإنجليزية)
- بوشيدو على موقع ديسكوغز (الإنجليزية)